# Diuris purdiei
Diuris purdiei är en orkidéart som beskrevs av Friedrich Ludwig Diels. Diuris purdiei ingår i släktet Diuris och familjen orkidéer. Inga underarter finns listade i Catalogue of Life.